# Djémila
Djémila (arabsko جميلة, latinizirano: lepa, dob. 'Ǧamīlah'), prej Cuicul, je majhna gorska vasica v Alžiriji, blizu severne obale vzhodno od Alžira, kjer so bile najdene nekatere najbolje ohranjene rimske ruševine v Severni Afriki. Je v regiji, ki meji na Constantine in Petite Kabylie (Basse Kabylie).
Leta 1982 je bila Djémila zaradi svoje edinstvene prilagoditve rimske arhitekture gorskemu okolju vpisana na Unescov seznam svetovne dediščine. Pomembne stavbe v starodavnem Cuiculu so gledališče, dva foruma, templji, bazilike, slavoloki, ulice in hiše. Izjemno dobro ohranjene ruševine obkrožajo forum Harsh, velik tlakovan trg z vhodom, označenim z veličastnim slavolokom.

## Rimski Cuicul
Pod imenom Cuicul je bilo mesto zgrajeno 900 metrov nad morsko gladino v 1. stoletju našega štetja kot rimska vojaška garnizija na ozki trikotni planoti v provinci Numidija. Teren je nekoliko razgiban, saj je na sotočju dveh rek.
Cuiculovi gradbeniki so sledili standardnemu načrtu s forumom v središču in dvema glavnima ulicama, Cardo Maximus in Decumanus Maximus, ki sta sestavljali glavne osi. Mesto je bilo sprva naseljeno s kolonijo rimskih vojakov iz Italije, sčasoma pa je postalo veliko trgovsko središče. Viri, ki so prispevali k blaginji mesta, so bili predvsem kmetijski (žita, oljke in kmetije).
Med vladavino Karakale v 3. stoletju so Cuiculovi upravitelji podrli nekaj starih obzidij in zgradili nov forum. Obdali so ga z večjimi in impresivnejšimi stavbami od tistih, ki so mejile na stari forum. Terenska pozidava, tako da so gledališče zgradili zunaj obzidja, kar je bilo izjemno.
Krščanstvo je postalo zelo priljubljeno v 4. stoletju (po nekaj preganjanjih v zgodnjem 3. stoletju) in je prineslo dodatek bazilike in krstilnice. So južno od Cuicula v soseski, imenovani Christian in so priljubljene znamenitosti.
Od cuiculskih škofov je Pudentian sodeloval na koncilu v Kartagini (255) o veljavnosti heretičnega krsta, Elpidofor pa na koncilu v Kartagini (348). Kreskonij je bil katoliški škof, ki je zastopal Cuicul na koncilu v Kartagini (411) med katoliškimi in donatističnimi škofi; donatistični škof v mestu je umrl pred začetkom konference. Crescens je bil eden od katoliških škofov, ki jih je arijski vandalski kralj Hunerik poklical v Kartagino leta 484. Viktor je bil na drugem koncilu v Konstantinoplu leta 553. Cuicul, ki ni več rezidenčna škofija, je danes na seznamu katoliške cerkve kot naslovni sedež.
Mesto je bilo po padcu Rimskega cesarstva v 5. in 6. stoletju počasi zapuščeno. Pod cesarjem Justinijanom I. je bilo nekaj izboljšav z ojačitvami zidov.
Muslimani so kasneje prevladovali v regiji, vendar niso ponovno zavzeli mesta Cuicul, ki so ga preimenovali v Djémila ('lepa' v arabščini).

## 3D dokumentacija
Prostorsko dokumentiranje Djémile je potekalo med dvema terenskima kampanjama projekta Zamani leta 2009, ki sta bili izvedeni v sodelovanju s profesorjem Hamzo Zeghlachejem in njegovo ekipo z univerze Setif v Alžiriji ter Južnoafriško nacionalno raziskovalno fundacijo (NRF). Dokumentiranih je bilo več struktur, vključno s krstilnico, Karakalovimi vrati, tržnico, templjem Septimija Severa in gledališčem.

## Pomembni prebivalci
Več pomembnih romaniziranih Afričanov je bilo rojenih v Cuiculu: [10]
- Lucij Alfen Senecij: guverner Britanije (205 do 207)
- Gaj Valerij Pudens: guverner Britanije
- Tiberij Klavdij Subatian Aquil: guverner Mezopotamije in Egipta
- Tiberij Klavdij Subatian Prokul: guverner Numidije

## Galerija
- Panorama Cuicula
- Macellum
- karakalov slavolok
- Forum, ki ga je postavil Septimij Sever
- Tempelj Gens Septimia
- Krščanska četrt
- Krščansko krstno območje
- Muzej
- Rimsko gledališče